# Prospalta briola
Prospalta briola là một loài bướm đêm trong họ Noctuidae.